# Loud and Clear (álbum de Autograph)
Loud and Clear es el tercer álbum de estudio de la banda de Hard rock y glam metal, Autograph, lanzado en el año 1987, con dos temas destacados, Dance All Night y She Never Looked That Good For Me que, estos dos temas, también aparecen en la película Like Father Like Son del mismo año (1987). 
En un video de una canción de este mismo álbum, se aprecia la presencia de gente tan famosa como Ozzy Osbourne o Vince Neil en los extras del video musical. 

## Lista de canciones
| N.º | Título                              | Duración |  |
| 1.  | «Loud And Clear»                    | 3:41     |  |
| 2.  | «Dance All Night»                   | 4:30     |  |
| 3.  | «She Never Looked That Good For Me» | 3:36     |  |
| 4.  | «Bad Boy»                           | 4:09     |  |
| 5.  | «Everytime I Dream»                 | 4:53     |  |
| 6.  | «She's A Tease»                     | 3:38     |  |
| 7.  | «Just Got Back From Heaven»         | 4:22     |  |
| 8.  | «Down N' Dirty»                     | 3:18     |  |
| 9.  | «More Than A Million Times»         | 3:37     |  |
| 10. | «When The Sun Goes Down»            | 4:15     |  |

- Datos: Q1933283